# Walda (Großenhain)
Walda ist ein Ortsteil der sächsischen Stadt Großenhain im Landkreis Meißen.

## Geografie und Verkehrsanbindung
Der Ort liegt etwa 5 Kilometer nordwestlich vom Ortskern Großenhain entfernt an der Röder. Um 1900 wurde das Dorf als großes Angerdorf bzw. Platzdorf beschrieben und war von Gewannen und Gutsblöcken umgeben. Das zugehörige Land hatte eine Größe von 599 Hektar. Westlich von Walda liegt Bauda, das über die Kreisstraße 8570 zu erreichen ist, im Norden ist Zabeltitz über die K 8582 zu erreichen, im Nordosten sind Nasseböhla und Stroga über die K 8583 zu erreichen und im Süden über die K 8570 Kleinthiemig und Wildenhain. Durch Wildenhain führt die Bundesstraße 98, welche im Osten nach Großenhain und im Westen nach Riesa führt.
Das Land ist nicht besonders fruchtbar und auch nicht karg, so dass die Bauern früher Hafer, Gerste, Heidekorn, Roggen und teilweise auch Weizen dem Boden abringen konnten. Zusätzlich spielte die Viehwirtschaft eine gewisse Rolle aufgrund der guten Absatzmöglichkeiten in der Nähe der Stadt. Zwei Buslinien verbinden Walda unter anderem mit Gröditz, Strauch, Zabeltitz und Großenhain.

## Geschichte
Die Ersterwähnung des Ortes erfolgte 1220 durch den Pfarrer Ruppert de Waldowe. Waldas Name war mehrmaligen Änderungen unterzogen. So wurde Walda im Jahr 1220 Rupertus de Waldowe, plebanus genannt, 1254 Heinricus de Waldowe, 1341 Waldow, 1366 Waldaw, 1381 Walde, 1455 Walda, 1485 Waldaw, 1540 Waldaweund Walda im Jahr 1791. Der Ortsname wurde von der aus der Oberpfalz stammenden Adelsfamilie von Waldow in den Ort gebracht.
Der Kretscham gibt 1540 3 Groschen Zins an die Kirche. 1808 besitzt J. G. Wendisch das Schenk- und 0,5-Hufengut. 1547 wurde Fischerei betrieben wilde Fischerey uff der Röder, solange sie zu Walda gehörig in der großen Röder. 1689 hatte das Rittergut 95 Klafter Deputatholz aus dem Schradenwald bis 1815. Walda besaß ursprünglich 2 Weinberge, die kurfürstlichen Weinberge lieferten 1630 ins Dresdner Kufenhaus. Ein Weinberg lag hinter der Mühle und einer vor dem Sumpf des Pfarrers. 1687 wurde ein neues Weinberglein und ein Hopfengarten neu angelegt.

### Schule
1578 ist seit 3 Jahren Hans Henick Custos. Im Jahr 1821 beschwert sich der Schulmeister Damm über zwei Bauern aus Nasseböhla, weil sie den Dezem nicht bezahlt haben. In diese Schule gingen die Kinder aus Nasseböhla, Walda und Kleinthiemig. Zum Schullehn 1840 waren insgesamt 62 Schüler eingeschult, 36 Jungen und 26 Mädchen. 1846 wird eine Schule gebaut und 1904 ein Schulneubau.
Im Jahr 2005 wurde die Mittelschule geschlossen und die Grundschule zog in das Gebäude. Die Grundschule wurde dann 2011 ebenfalls aufgelassen. Die Grundschüler werden seitdem in der Regel in Zabeltitz beschult, die nächste Oberschule (bis 2013 Mittelschule) befindet sich ebenso wie ein Gymnasium in Großenhain.

### Heerfahrt
1458 diente das Dorf mit zwei Pferden, 1621 mit drei Pferden. 1629 hat Wilhelm von Köckritz Streit mit seinen Untertanen wegen Kramwahren zu Schüzenrocklein und Pferdefutter des Defensionswerkes.
Krieg war 1637 und 1642, beide Male hatten die Soldaten des Feindes in den Dörfern ihr Heerlager aufgeschlagen und ezliche Wochen daselbst ihr Stillager gehalten.
In Walda wurde eine Schäferei mit 1000 Schafen betrieben, die aber auf 500 reduziert wurden wegen Hutungsmangel.

### Mühle
1406 gehörte zum Dorf eine Mühle. 1555 erhielt der Pfarrer 1,5 Schock Korn. Um 1662 bittet das Rittergut Walda um einen Steuererlass für die Neue Mühle, so vor diesem unter deme von Schleinitz zu Skaßa steuerfrei für 4000 Gulden erkauft worden ist am 7. Juli 1659. Das Rittergut Walda besaß im Jahr 1721 Drei Wassermühlen mit je Drei Gängen an der Röder in Walda, Wildenhain und Bauda.

### Wasserburg und Schloss
Den Nachweis für das Bestehen einer Wasserburg fand man im Jahre 1254. 1406 zahlte Walda Landbete an das Amt Hayn. Es befand sich in adeligen Händen. Das Gericht befand sich 1459 in den Händen von Jan von Köckeritz. Die Gefangenen von Walda sollen ins Ratsgefängnis nach Hayn kommen, da das Amtsgefängnis in Walda zu klein ist. In der Neuzeit in bürgerlichen Händen. Gerichtlich gehörte Walda 1687 zum hiesigen schriftsässigen Rittergut zusammen mit Wildenhain, Brockwitz, Bauda, Krauschütz mit beiden Gerichten, in Roda 1 Mann mit Niedergericht und in Kleinthiemig 7 Zinsleute mit Niedergericht. Bis 1366 hatte Familie von W. den Ort und das Gut im alleinigen Besitz gehabt. Sie werden damals oft als Zeugen auf Urkunden genannt. 1366 erhält Hch. von Skassa Zinsen in "villa Walda", 1437 Peter von Maltitz die Lehn und Martin von Bernwalde 1443 Güter in Walda. Ilse von Rosenhayn erhielt 1451 Zinsen in Walda und als Leibgedinge erhielt Ilse von Buckewitz 1455 Zinsen. 1458 besitzen von Köckeritz und Czencker je die Hälfte und 1459 besitzt Jan von Köckeritz Hof und Vorwerk halb und das Dorf ganz. 1462–1629 besaßen die Köckritze Rittergut und Dorf. Oft gab es sogenannte Geldverlegenheiten, so war 1522 alles versetzt an Nickel Pflugk. 1529 lag auf dem Dorf ein Darlehen von 1000 Gulden von Hs. von Polenz und von Georg Pflugk ein Darlehen von 2000 Gulden sowie war 1534 Hans von Arras Mitinhaber. 1537 hatte Pächter Wolf von Ebrau "Frawen Margarethen, etwan von Georgen von Kegkritz nachgelassne Wittwe" geheiratet. 1547 verwaltet Gittel (Adelsgeschlecht Kittel, Gittel, Kyttel) das Gut, 1555 Wilhelm von Köckeritz. 1557 hatte W.D. von Schönberg einen Teil und 1575 Hier. Pflugk. Im Jahr 1629 kaufte der Kurfürst von Sachsen dem Wilhelm von Köckeritz das Rittergut Walda mit den Dörfern Walda, Bauda, Wildenhain, Krauschütz, Brockwitz, Kleinthiemig, Roda, Zinsen in Glaubitz, Nasseböhla und Wülknitz ab für 65000 Gulden. Von 1629 bis 1689 war Walda ein Kammergut. Danach hatte der Herr von Arnim es bis 1708 in Besitz. 1708 verkauft die Witwe von Arnim den Besitz an H.G. Küffner. 1709 wird das Mannlehn in eine Erbschaft umgewandelt. 1731 fällt der Besitz an den kursächsischen Oberkonsistorial- und Appellationsrat Paul Christian Schröter. 1745 bittet Herr von Hoym um Erpectanz auf das pure Allodium und Erbe Walda. Nach 1786 geht das Rittergut und Schloss an H. Di. von der Pforte ,1841 an Moritz Knaut aus Dresden, 1897 an E. Oskar Franz und nach 1900 an Walter Ihssen. Seit 1956 wurde und wird das Schlossgebäude als Kinderheim genutzt. 1993 wurde das Gebäude saniert und ab dem 1. Januar 1999 vom Kinderheim Walda e. V. geleitet. Der Schlosspark ist frei zugänglich, von den ursprünglichen Nebengebäuden ist die alte Brennerei erhalten.
1406 wurde Walda von der Großenhainer Pflege verwaltet. Ab 1696 war der Ort dem Amt Großenhain verwaltungszugehörig. Dies blieb so in den Jahren 1764, 1816 und 1843. Ab 1856 gehörte der Ort zum Gerichtsamt Großenhain und ab 1875 zur Amtshauptmannschaft Großenhain.
Durch die Sächsische Landgemeindeordnung von 1838 erhielt Walda Eigenständigkeit als Landgemeinde.
Im Jahr 1925 waren 330 Einwohner von Walda evangelisch-lutherisch, 4 Einwohner römisch-katholisch, 1 Einwohner reformiert und 2 Einwohner gehörten anderen Konfessionen an.
Sachsen kam nach dem Zweiten Weltkrieg in die Sowjetische Besatzungszone und später zur DDR. Nach der Gebietsreform 1952 wurde Walda dem Kreis Großenhain im Bezirk Dresden zugeordnet. 1960 wurde der Ort mit Kleinthiemig zu Walda-Kleinthiemig vereinigt. Nach der Deutschen Wiedervereinigung kam Walda zum wiedergegründeten Freistaat Sachsen. Die folgenden Gebietsreformen in Sachsen ordneten Walda 1994 dem Landkreis Riesa-Großenhain und 2008 dem Landkreis Meißen zu. 1994 wurde der Ort nach Wildenhain eingemeindet und ab ersten Oktober 2009 als Teil der Gemeinde Wildenhain nach Großenhain.

### Bevölkerungsentwicklung
| Jahr | Einwohner                                                         |
| ---- | ----------------------------------------------------------------- |
| 1551 | 23 besessene Mann                                                 |
| 1764 | 22 besessene Mann, 9 Inwohner, 1 Wüstung, 28 Hufen je 12 Scheffel |
| 1834 | 251                                                               |
| 1871 | 319                                                               |
| 1890 | 279                                                               |
| 1910 | 341                                                               |

| Jahr | Einwohner            |
| ---- | -------------------- |
| 1925 | 337                  |
| 1933 | 324                  |
| 1939 | 334                  |
| 1946 | 509                  |
| 1950 | 561                  |
| 1960 | → Walda-Kleinthiemig |

## Söhne und Töchter des Ortes
- Eduin Bauer (1816–1892), deutscher Pfarrer und Autor